# 라이브유빈
라이브유빈은 대한민국의 가수다. 2018년 EP 앨범 [Melody & You]로 데뷔했다.

## 방송
- 헬로트로트 (2021) - Top20

## 공연
- 민주·인권·평화 가치나눔 콘서트 <들풀처럼> - 광주 (2019)
- VR & On-Tact LIVE 락킨코리아 20주년 기념 레이블 파티 "놀자(NOLZA)" (2020)
- 2021 On-Tact Series Live Festival ＇홍대야 놀자＇ XR 10월 23일 (2021)
- 양수리 음악공장 - 양평 (2022)

## 수상
- 제1회 김현식 가요제 3등 (2015)